# Danh sách phim điện ảnh Thám tử lừng danh Conan
Tính đến năm 2025, đã có 28 movie với chủ đề dựa trên Thám tử lừng danh Conan đã được công chiếu. Các phim do TMS Entertainment tạo hình và được sản xuất bởi Yomiuri Telecasting Corporation, Nippon Television, ShoPro và Toho. 7 movie đầu tiên được đạo diễn bởi Kenji Kodama, từ movie 8 đến movie 18 được đạo diễn bởi Yasuichiro Yamamoto, và từ movie 19 trở đi được đạo diễn bởi Kobun Shizuno. Phim được công chiếu định kì vào tháng 4 hằng năm với movie đầu tiên là Thám tử lừng danh Conan: Quả bom chọc trời vào năm 1997 và movie mới nhất Thám tử lừng danh Conan: Dư ảnh của độc nhãn được công chiếu tại Nhật Bản vào ngày 18 tháng 4 năm 2025 và chiếu tại Việt Nam vào ngày 25 tháng 7 năm 2025. Thám tử lừng danh Conan: Ngôi sao 5 cánh 1 triệu đô là movie có doanh thu cao nhất tính tới thời điểm hiện tại, đứng sau là Thám tử lừng danh Conan: Tàu ngầm sắt màu đen và Thám tử lừng danh Conan: Nàng dâu Halloween. Funimation đã phát hành 6 movie đầu tiên phiên bản lồng tiếng Anh DVD ở Khu vực 1 từ ngày 3 tháng 10 năm 2006 đến 16 tháng 2 năm 2010. Movie 20 - Thám tử lừng danh Conan: Cơn ác mộng đen tối là movie đầu tiên được công chiếu tại rạp ở Việt Nam vào ngày 5 tháng 8 năm 2016. Movie 28 - Thám tử lừng danh Conan: Dư ảnh của độc nhãn mới nhất đã được công chiếu tại rạp ở Việt Nam vào ngày 25 tháng 7 năm 2025.

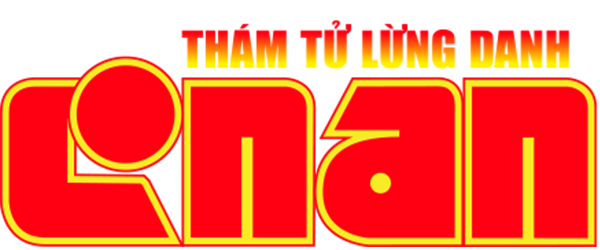
Logo Thám Tử Lừng Danh Conan tại Việt Nam

## Movie
| #Thứ tự | Tựa đề | Ngày công chiếu     | Ngày công chiếu     | Ngày công chiếu      | Ngày công chiếu               | Doanh thu (JPY) |
| #Thứ tự | Tựa đề | Nhật Bản            | Việt Nam            | Việt Nam             | Việt Nam                      | Doanh thu (JPY) |
| #Thứ tự | Tựa đề | Nhật Bản            | Rạp                 | Truyền hình (HTV3)   | Trực tuyến (POPS)             | Doanh thu (JPY) |
| ------- | --- | ------------------- | ------------------- | -------------------- | ----------------------------- | --------------- |
| 1       | Thám tử lừng danh Conan: Quả bom chọc trời (名探偵コナン 時計じかけの摩天楼 Meitantei Konan Tokei Jikake no Matenrō)                        | 19 tháng 4 năm 1997 | —                   | 20 tháng 11 năm 2016 |                               | 1,1 tỉ          |
| 2       | Thám tử lừng danh Conan: Mục tiêu thứ 14 (名探偵コナン 14番目の標的 Meitantei Konan Jyuuyon banme no Tāgetto)                               | 18 tháng 4 năm 1998 | —                   | 27 tháng 11 năm 2016 | 18 tháng 7 năm 2025 (Vietsub) | 1,85 tỉ         |
| 3       | Thám tử lừng danh Conan: Ảo thuật gia cuối cùng của thế kỷ (名探偵コナン 世紀末の魔術師 Meitantei Konan Seikimatsu no Majutsushi)           | 17 tháng 4 năm 1999 | —                   | 4 tháng 12 năm 2016  | 27 tháng 7 năm 2024 (Vietsub) | 2,6 tỉ          |
| 4       | Thám tử lừng danh Conan: Thủ phạm trong đôi mắt (名探偵コナン 瞳の中の暗殺者 Meitantei Konan Hitomi no Naka no Ansatsusha)                  | 22 tháng 4 năm 2000 | —                   | 11 tháng 12 năm 2016 |                               | 2,5 tỉ          |
| 5       | Thám tử lừng danh Conan: Những giây cuối cùng tới thiên đường (名探偵コナン 天国へのカウントダウン Meitantei Konan Tengoku e no Kauntodaun) | 21 tháng 4 năm 2001 | —                   | 18 tháng 12 năm 2016 | 26 tháng 6 năm 2023 (Vietsub) | 2,9 tỉ          |
| 6       | Thám tử lừng danh Conan: Bóng ma đường Baker (名探偵コナン ベイカー街の亡霊 Meitantei Konan Beikā Sutorīto no Bōrei)                        | 20 tháng 4 năm 2002 | —                   | 1 tháng 1 năm 2017   |                               | 3,4 tỉ          |
| 7       | Thám tử lừng danh Conan: Mê cung trong thành phố cổ (名探偵コナン 迷宮の十字路 Meitantei Konan Meikyū no Kurosurōdo)                        | 19 tháng 4 năm 2003 | —                   | 8 tháng 1 năm 2017   |                               | 3,2 tỉ          |
| 8       | Thám tử lừng danh Conan: Nhà ảo thuật với đôi cánh bạc (名探偵コナン 銀翼の奇術師 Meitantei Konan Gin-yoku no Majishan)                     | 17 tháng 4 năm 2004 | —                   | 15 tháng 1 năm 2017  | 28 tháng 7 năm 2024 (Vietsub) | 2,8 tỉ          |
| 9       | Thám tử lừng danh Conan: Âm mưu trên biển (名探偵コナン 水平線上の陰謀 Meitantei Konan Suiheisenjō no Sutoratejī)                           | 9 tháng 4 năm 2005  | —                   | 22 tháng 1 năm 2017  | 19 tháng 7 năm 2025 (Vietsub) | 2,15 tỉ         |
| 10      | Thám tử lừng danh Conan: Lễ cầu hồn của thám tử (名探偵コナン 探偵たちの鎮魂歌 Meitantei Konan Tantei-tachi no Rekuiemu)                    | 15 tháng 4 năm 2006 | —                   | 5 tháng 2 năm 2017   | 28 tháng 7 năm 2024 (Vietsub) | 3,03 tỉ         |
| 11      | Thám tử lừng danh Conan: Kho báu dưới đáy đại dương (名探偵コナン 紺碧の棺 Meitantei Konan Konpeki no Jorī Rojā)                            | 21 tháng 4 năm 2007 | —                   | 12 tháng 2 năm 2017  |                               | 2,53 tỉ         |
| 12      | Thám tử lừng danh Conan: Tận cùng của sự sợ hãi (名探偵コナン 戦慄の楽譜 Meitantei Konan Senritsu no Furu Sukoa)                            | 19 tháng 4 năm 2008 | —                   | 19 tháng 2 năm 2017  |                               | 2,42 tỉ         |
| 13      | Thám tử lừng danh Conan: Truy lùng tổ chức Áo Đen (名探偵コナン 漆黒の追跡者 Meitantei Konan Shikkoku no Cheisā)                            | 18 tháng 4 năm 2009 | —                   | 26 tháng 2 năm 2017  | 3 tháng 7 năm 2023 (Vietsub)  | 3,5 tỉ          |
| 14      | Thám tử lừng danh Conan: Con tàu biến mất giữa trời xanh (名探偵コナン 天空の難破船 Meitantei Konan Tenkuu no Rosuto Shippu)                | 17 tháng 4 năm 2010 | —                   | 5 tháng 3 năm 2017   | 20 tháng 7 năm 2024 (Vietsub) | 3,2 tỉ          |
| 15      | Thám tử lừng danh Conan: 15 phút tĩnh lặng (名探偵コナン 沈黙の15分 Meitantei Konan Chinmoku no Kwōtā)                                      | 16 tháng 4 năm 2011 | —                   | 12 tháng 3 năm 2017  |                               | 3,15 tỉ         |
| 16      | Thám tử lừng danh Conan: Tiền đạo thứ 11 (名探偵コナン 11人目のストライカー Meitantei Konan Juuichininme no Sutoraikā)                      | 14 tháng 4 năm 2012 | —                   | 19 tháng 3 năm 2017  |                               | 3,29 tỉ         |
| 17      | Thám tử lừng danh Conan: Con mắt bí ẩn ngoài biển xa (名探偵コナン 絶海の探偵 Meitantei Konan Zekkai no Puraibēto Ai)                       | 20 tháng 4 năm 2013 | —                   | 26 tháng 3 năm 2017  |                               | 3,63 tỉ         |
| 18      | Thám tử lừng danh Conan: Sát thủ bắn tỉa không tưởng (名探偵コナン 異次元の狙撃手 Meitantei Konan: Ijigen no Sunaipā)                       | 19 tháng 4 năm 2014 | —                   | 2 tháng 4 năm 2017   |                               | 4,11 tỉ         |
| 19      | Thám tử lừng danh Conan: Hoa hướng dương rực lửa (名探偵コナン 業火の向日葵 Meitantei Konan: Gōka no Himawari)                              | 18 tháng 4 năm 2015 | —                   | 9 tháng 4 năm 2017   | 14 tháng 7 năm 2024 (Vietsub) | 4,48 tỉ         |
| 20      | Thám tử lừng danh Conan: Cơn ác mộng đen tối (名探偵コナン 純黒の悪夢 Meitantei Konan: Junkoku no Naitomea)                                 | 16 tháng 4 năm 2016 | 5 tháng 8 năm 2016  | 5 tháng 4 năm 2020   | 10 tháng 7 năm 2023 (Vietsub) | 6,33 tỉ         |
| 21      | Thám tử lừng danh Conan: Bản tình ca màu đỏ thẫm (名探偵コナン から紅の恋歌 Meitantei Konan: Kara Kurenai no Raburetā)                      | 15 tháng 4 năm 2017 | 8 tháng 9 năm 2017  | 12 tháng 4 năm 2020  |                               | 6,89 tỉ         |
| 22      | Thám tử lừng danh Conan: Kẻ hành pháp Zero (名探偵コナン ゼロの執行人 Meitanteikonan: Zero no Shikkō-nin)                                   | 13 tháng 4 năm 2018 | 17 tháng 8 năm 2018 | 19 tháng 4 năm 2020  | 17 tháng 6 năm 2022 (Vietsub) | 9,18 tỉ         |
| 23      | Thám tử lừng danh Conan: Cú đấm Sapphire xanh (名探偵コナン 紺青の拳 Meitantei Conan: Konjō no Fisuto)                                      | 12 tháng 4 năm 2019 | 23 tháng 8 năm 2019 |                      | 13 tháng 7 năm 2024 (Vietsub) | 9,37 tỉ         |
| 24      | Thám tử lừng danh Conan: Viên đạn đỏ (名探偵コナン 緋色の弾丸 Meitantei Konan: Hiiro no Dangan)                                             | 16 tháng 4 năm 2021 | 23 tháng 4 năm 2021 |                      |                               | 7,65 tỉ         |
| 25      | Thám tử lừng danh Conan: Nàng dâu Halloween (名探偵コナン ハロウィンの花嫁 Meitantei Konan: Harowin no Hanayome)                            | 15 tháng 4 năm 2022 | 22 tháng 7 năm 2022 |                      | 25 tháng 2 năm 2023 (Vietsub) | 9,78 tỉ         |
| 26      | Thám tử lừng danh Conan: Tàu ngầm sắt màu đen (名探偵コナン 黒鉄の魚影 Meitantei Konan: Kurogane no Sabumarin)                              | 14 tháng 4 năm 2023 | 21 tháng 7 năm 2023 |                      |                               | 13,88 tỉ        |
| 27      | Thám tử lừng danh Conan: Ngôi sao 5 cánh 1 triệu đô (名探偵コナン 100万ドルの五稜星 Meitantei Conan: Hyaku Man Doru no Michishirube)        | 12 tháng 4 năm 2024 | 2 tháng 8 năm 2024  |                      |                               | 15,8 tỉ         |
| 28      | Thám tử lừng danh Conan: Dư ảnh của độc nhãn (名探偵コナン 隻眼の残像 Meitantei Conan: Sekigan no Furasshubakku)                            | 18 tháng 4 năm 2025 | 25 tháng 7 năm 2025 |                      |                               | 14,6 tỉ         |

## Movie đặc biệt
| #Thứ tự | Tựa đề | Ngày công chiếu      | Ngày công chiếu     | Ngày công chiếu               | Doanh thu (JPY) | Ghi chú |
| #Thứ tự | Tựa đề | Nhật Bản             | Việt Nam            | Việt Nam                      | Doanh thu (JPY) | Ghi chú |
| #Thứ tự | Tựa đề | Nhật Bản             | Rạp                 | Trực tuyến (POPS)             | Doanh thu (JPY) | Ghi chú |
| ------- | --- | -------------------- | ------------------- | ----------------------------- | --------------- | --- |
| 1       | Lupin III VS Meitantei Konan The Movie (ルパン三世VS名探偵コナン The Movie Rupan Sansei Vāsasu Meitantei Konan The Movie)                                                                                      | 7 tháng 12 năm 2013  | —                   | —                             | 4,26 tỉ         | |
| 2       | Edogawa Conan mất tích ~ Hai ngày tồi tệ nhất lịch sử ~ (江戸川コナン失踪事件 ~史上最悪の二日間~ Edogawa Conan Shissō Jiken ~ Shijō Saiaku no Futsukakan ~)                                                    | 26 tháng 12 năm 2014 | —                   | —                             | —               | Phim được phát sóng truyền hình tại Nhật Bản và chiếu rạp tại Hàn Quốc. |
| 3       | Thám tử lừng danh Conan – Episode One: Ngày thám tử bị teo nhỏ (名探偵コナン エピソード"ONE" 小さくなった名探偵 Meitantei Conan Episōdo "Wan" Chīsakunatta Meitantei)                                          | 9 tháng 12 năm 2016  | 21 tháng 4 năm 2017 | —                             | —               | Phim được phát sóng truyền hình tại Nhật Bản, chiếu rạp tại Hàn Quốc và Việt Nam. |
| 4       | Thám tử lừng danh Conan: Chứng cứ đỏ (名探偵コナン 緋色の不在証明 Meitantei Conan: Hiiro no Fuzai Shōmei) | 11 tháng 2 năm 2021  | —                   | 14 tháng 4 năm 2021 (Vietsub) | 1,3 tỉ          | Là một phim đặc biệt tổng hợp các phân cảnh từ nhiều tập anime khác nhau tập trung vào gia đình Akai. Phim được phát hành dưới dạng phim điện ảnh với thời gian chiếu giới hạn 3 tuần tại Nhật Bản từ ngày 11/2/2021 đến ngày 4/3/2021, phim cũng được phát hành tại Indonesia, Hồng Kông và Đài Loan. Tại Việt Nam, phim được POPS phát hành bởi các rạp chiếu phim Nhật Bản chiếu trực tuyến trên YouTube trong thời gian giới hạn 1,5 tháng. Giống như tập 1002 của anime, phim đóng vai trò quảng bá cho Movie 24 của loạt phim điện ảnh. |
| 5       | Thám tử lừng danh Conan: Chuyện tình sở cảnh sát ~ Đêm trước hôn lễ ~ (名探偵コナン 本庁の刑事恋物語～結婚前夜～ Meitantei Conan: Honchō no Keiji Koi-monogatari Kekkon Zen'ya)                                | 15 tháng 4 năm 2022  | —                   | 8 tháng 7 năm 2022 (Vietsub)  | —               | Là một phim truyền hình đặc biệt tổng hợp tổng hợp các phân cảnh từ nhiều tập anime khác nhau xoay quanh 2 nhân vật cảnh sát Wataru Takagi và Miwako Sato, được phát sóng tại Nhật Bản và đăng tải trực tuyến tại Việt Nam. Giống như tập 1039 của anime, phần phim đặc biệt này được dùng để quảng bá cho Movie 25 của loạt phim điện ảnh. |
| 6       | Thám tử lừng danh Conan: Câu chuyện về Haibara Ai ~ Chuyến tàu sắt bí ẩn màu đen ~ (名探偵コナン 灰原哀物語 ～黒鉄のミステリートレイン～ Meitantei Conan: Haibara Ai Monogatari ~Kurogane no Misuterī Torein~) | 6 tháng 1 năm 2023   | —                   | 7 tháng 4 năm 2023 (Vietsub)  | 0,73 tỉ         | Là một phim đặc biệt tổng hợp các phân cảnh từ series "Chuyến tàu tốc hành bí ẩn (anime tập 701-704)", cũng như các tập anime khác nhau xoay quanh nhân vật Ai Haibara. Phim được phát hành dưới dạng phim chiếu rạp với suất chiếu giới hạn tại Nhật Bản và đăng tải trực tuyến tại Việt Nam. Giống như tập 1080 của anime, phim đóng vai trò quảng bá cho Movie 26 của loạt phim điện ảnh. |
| 7       | Thám tử lừng danh Conan VS. Siêu đạo chích Kid (名探偵コナンVS怪盗キッド Meitantei Conan Bāsasu Kaitō Kiddo)                                                                                                   | 5 tháng 1 năm 2024   | —                   | 7 tháng 7 năm 2024 (Vietsub)  | 0,61 tỉ         | Là một phim đặc biệt tổng hợp các phân cảnh từ series "Conan đại chiến Kaito Kid (anime tập 76)", cũng như các tập anime khác tập trung vào Conan và Kaito Kid, đồng thời bổ sung thêm các phân cảnh mới. Phim được phát hành dưới dạng phim chiếu rạp với suất chiếu giới hạn tại Nhật Bản và đăng tải trực tuyến tại Việt Nam. Giống như tập 1120 của anime, phim đóng vai trò quảng bá cho Movie 27 của loạt phim điện ảnh. |